# Strojnikowate
Strojnikowate (Lampridae) – rodzina morskich, pelagicznych ryb strojnikokształtnych (Lampridiformes). Mają niewielkie znaczenie gospodarcze.

## Występowanie
Ocean Spokojny, Indyjski i Atlantycki.

## Cechy charakterystyczne
Ciało wysoko wygrzbiecone, owalnego kształtu, bocznie ścieśnione, pokryte drobną łuską cykloidalną. Trzon ogonowy krótki i spłaszczony. Otwór gębowy w położeniu końcowym, nie jest uzębiony. Płetwy grzbietowa i odbytowa długie, w grzbietowej 48–56, a w odbytowej 33–42 promieni. Przednia część płetwy grzbietowej jest wyższa. Linia boczna w przedniej części ciała wysoko uniesiona. Pęcherz pławny długi, rozdwojony w końcowej części. Liczba kręgów: 43–46. Pokarm strojnikowatych stanowią głównie kalmary, ośmiornice i skorupiaki.

## Klasyfikacja
Rodzaje zaliczane do tej rodziny:
- Lampris